# Lars Daniel Ljungberg
Lars Daniel Ljungberg, född 17 april 1753 i Kristianstad, död 9 maj 1836 i Stockholm, var en svensk fortifikationsofficer. Han var bror till matematikprofessor och etatsråd Jöns Mathias Ljungberg.
Lars Daniel Ljungberg var son till stadskirurgen Peter Ljungberg. Från 1768 studerade han vid Lunds universitet, 1769-1771 bedrev han studier i matematik och språk vid Göttingens universitet och 1771-1772 i matematik vid Kiels universitet. Ljungberg blev 1770 volontär vid fortifikationen. Sedan han återvänt från sina utlandsstudier avlade han 1776 officersexamen, blev 1778 konduktör vid fortifikationen och var 1778-1780 anställd vid skeppsvarvet i Karlskrona där han under Daniel af Thunbergs ledning utbildades i vattenbyggnation. Efter att några år ha tjänstgjord i Bohuslän och Helsingborg blev han under arbetet med en brobyggnad över Göta älv 1786 uppmärksammad av Gustav III som uppmanade honom att utbilda sig i Frankrike. Ljungberg bedrev bland annat studier i hydraulik i Frankrike 1786-1793. Under tiden befordrades han 1787 till löjtnant och efter sin återkomst 1794 till kapten. Då hans franska utbildning inte gav honom inte gavs den aktning han hoppades på och de bro- och slussprojekt han föreslog förkastade begärde han permission för tjänstgöring i utlandet. Han hade ursprungligen som plan att bege sig till Turkiet, men i Venedig kontaktades han av den franske ambassadören som erbjöd honom anställning i Frankrike, och 1796 fick han en post som ingenieur en chef des Ponts et Chaussées i departementen Bruxelles, Maastricht och Anvers i Belgien. Ljungberg återkallades 1799 av Gustav IV Adolf och anställdes att biträda överintendentsämbetet med hydrauliska arbeten. 1802-1805 ledde han bygget av en hamn på Signilskär.
Ljungberg befordrades 1800 till major i armén, blev 1805 överstelöjtnant där och 1808 till överstelöjtnant i fortifikationen. Han blev 1809 chef för fortifikationskåren i norra armén och 1812 befordrad till överste i armén. Ljungberg blev 1813 chef för fortifikationsbrigaden vid västra armén och 1814 chef för 1:a fortifikationsbrigaden vid 1:a armékåren. Han deltog i flera militära kommenderingar och sårades under striderna i Norge.
Runt 1810 lät Ljungberg konstruera ett mudderverk, enligt honom själv var konstruktionen hans egen uppfinning. Ljungberg försökte sälja in sin uppfinning genom en rad muddringsprojekt där den kunde användas. Han lyckades dock inte få igenom dessa, de enda där mudderverket kom i bruk var vid muddringar runt Skeppsholmen och vid Fredrikshof. 
1825 lyckades han få uppdraget att med sitt mudderverk gräva kanalen mellan Lilla Värtan och Djurgårdsbrunnsviken. Ljungström råkade dock i konflikt med strömrensningskommittén om ersättningen för arbetet och arbetsbeskrivningen och förlorade uppdraget samt den rättegång följde. Han lät 1829 ge ut Hydrauliska föredrag i Sverige där han redogjorde för sin syn på konflikten där han lade skulden på sina motgångar på inflytelserika fiender och då särskilt nämner Baltzar von Platen. Vid sin död var Ljungberg utfattig och utmätningsmän hade lagt beslag på de flesta av hans möbler och större delen av hans stora bibliotek.